# Kaceanivka, Ohtîrka
Kaceanivka (în ucraineană Качанівка) este un sat în comuna Mala Pavlivka din raionul Ohtîrka, regiunea Sumî, Ucraina.

## Demografie
Componența lingvistică a localității Kaceanivka
     Ucraineană (99,19%)
     Alte limbi (0,81%)
Conform recensământului din 2001, majoritatea populației localității Kaceanivka era vorbitoare de ucraineană (99,19%), existând în minoritate și vorbitori de alte limbi.